# Roudky
Roudky (en ukrainien et en russe : Рудки ; en polonais : Rudki ; en yiddish : ראָדקי) est une ville de l'oblast de Lviv, en Ukraine. Sa population s'élevait à 5 434 habitants en 2013.

## Géographie
Roudky est située à 50 km au sud-ouest de Lviv, la principale ville de l'ouest de l'Ukraine.

## Histoire
L'origine de Roudky remonte à la création, au XIVe siècle, du khoutor (exploitation agricole individuelle) Benkova Bychnia. En 1472, il reçut le nom de Roudky.
Roudky fit partie de l'empire d'Autriche puis d'Autriche-Hongrie depuis la première partition de la Pologne, en 1772, jusqu'à l'effondrement de l'Autriche-Hongrie, en 1918. Elle était alors nommée Rudki et fut le chef-lieu du district du même nom à partir de 1854, l'un des 78 Bezirkshauptmannschaften (powiats) en province (Kronland) de Galicie (en 1900).
En 1880, Roudky comptait 2 582 habitants, dont 1 352 Juifs (52,3 pour cent) et 945 Polonais (36,6 pour cent).
En 1918, Rudki retourne à la Pologne et devient le siège d'un comté de la voïvodie de Lwow (Lviv). A cette époque, la ville compte 3 500 habitants, répartis entre les communautés juive, polonaise et ukrainienne.
Le sort de cette province comme toute la Galicie orientale fut dès lors disputé par la Pologne et la Russie soviétique, jusqu'à la paix de Riga signée le 18 mars 1921, attribuant la Galicie orientale à la Pologne, (jusqu'à la rivière Zbroutch).
Le 17 septembre 1939, Roudky fut occupée par l'Armée rouge conformément au pacte germano-soviétique, puis annexée par l'Union soviétique, qui lui accorda le statut de ville.
En juin 1941, le NKVD massacre des prisonniers.
En juillet 1941, 39 dirigeants de la communauté juive sont assassinés par les Allemands. Le 9 avril 1943, le ghetto dans lequel étaient enfermés les juifs est liquidé, environ 700 juifs sont tués lors d'une exécution de masse dans la forêt voisine de Berezina et 300 sont déportés dans le camp de concentration de Janowska à Lviv,.

## Population
Recensements (*) ou estimations de la population :
| 1880  | 1938  | 1959* | 1970* | 1979* | 1989* |
| ----- | ----- | ----- | ----- | ----- | ----- |
| 2 582 | 3 500 | 2 529 | 3 072 | 3 901 | 4 925 |

| 2001* | 2009  | 2010  | 2011  | 2012  | 2013  |
| ----- | ----- | ----- | ----- | ----- | ----- |
| 4 942 | 5 308 | 5 345 | 5 408 | 5 415 | 5 434 |

## Transports
Roudky se trouve à 50 km de Lviv par le chemin de fer, sur la ligne Lviv – Sambir, et à 50 km par la route.